# José Luis Chacón
José Luis Chacón (Callao, 6 novembre 1971) è un ex calciatore peruviano, di ruolo difensore.

## Carriera

### Nazionale
Ha partecipato alla Copa América 1997 ed alla Copa América 1999.